# 생물학적 활성
생물학적 활성(生物學的活性, 영어: biological activity) 또는 약리학적 활성(藥理學的活性, 영어: pharmacological activity)은 약리학에서 생물에 대한 약물의 유익한 작용 또는 부작용을 설명하는 개념이다. 생물활성(生物活性), 생체활성(生體活性), 생리활성(生理活性)이라고도 한다. 약물이 복잡한 화학적 혼합물일 때 이 활성은 물질의 유효 성분 또는 약물특이분자단에 의해 발휘되지만 다른 구성 성분에 의해 변형될 수 있다. 화합물의 다양한 특성 중 약리학적/생물학적 활성은 의학적 활용에서 화합물의 용도를 제안하기 때문에 중요한 역할을 한다. 그러나 화합물은 의료 행위에서의 사용을 방해할 수 있는 일부 부작용 및 독성 효과를 나타낼 수 있다.
생물학적 활성은 일반적으로 생물검정에 의해 측정되며 활성은 일반적으로 용량-반응 곡선을 통해 조사되며 용량 의존적이다. 또한 한 물질에 대해 저용량에서 고용량으로 변화시킬 때 유용한 효과에서부터 부작용까지 다양한 영향을 미치는 것이 일반적이다. 활성은 ADME 기준의 이행 여부에 따라 크게 좌우된다. 효과적인 약물이 되려면 화합물이 표적에 대해 활성화되어야 할뿐만 아니라 약물로 사용하기에 적합하도록 만드는 데 필요한 적절한 ADME(흡수, 분포, 대사, 배설) 특성을 보유해야 한다. 측정 비용 때문에 생물학적 활성은 종종 소위 QSAR 모델이라고 하는 전산 방법으로 예측된다.
생체 활성은 치과용 임플란트의 결합 및 더 나은 안정성을 위한 골융합을 촉진하는 핵심 속성이다. 바이오글라스 코팅은 코팅 물질과 주변 뼈 조직의 효과적인 상호작용으로 이어지는 높은 표면적과 반응성을 나타낸다. 생물학적 환경에서 탄산수산화 인회석(carbonated hydroxyapatite, CHA) 층이 형성되면 뼈 조직에 대한 결합이 시작된다. 바이오글라스 표면 코팅은 이온의 침출/교환, 유리의 용해 및 조직의 세포 반응을 촉진하는 HA 층의 형성을 겪는다. 생체활성 유리의 높은 비표면적은 재료의 더 빠른 용해도, 주변 영역의 이온 가용성 및 향상된 단백질 흡착 능력을 유도할 가능성이 있다. 이러한 요인들은 모두 바이오글라스 코팅의 생체 활성에 기여한다. 또한 조직 형성 세포가 바이오글라스 소재와 직접 접촉하면서 조직 광물화(뼈, 치아)가 촉진된다.
물질이 인체의 세포 조직과 상호작용하거나 영향을 미치는 경우 물질이 생체 활성으로 간주되는 반면, 약리학적 활성은 일반적으로 유익한 효과, 즉 물질의 독성뿐만 아니라 약물 후보의 효과를 설명하는 데 사용된다.
생체광물화 연구에서 생물 활성은 종종 혈액과 유사한 이온 함량을 가진 완충 용액인 모의 체액에 놓인 물체의 표면에 인산 칼슘 침전물이 형성되는 것을 의미한다.

## 같이 보기
- 화학적 성질
- 화학 구조
- 리핀스키의 5법칙, 약물의 분자적 특성을 설명
- 분자 성질
- 물리적 성질
- 구조-활성의 정량적 관계 (QSAR)